# Vanessa Boslak
Vanessa Boslak (Lesquin, 11 giugno 1982) è un'astista francese, vincitrice della medaglia d'argento ai mondiali indoor di Istanbul 2012 con la misura di 4,70 m, record nazionale francese.

## Palmarès
| Anno | Manifestazione          | Sede              | Evento           | Risultato | Prestazione | Note             |
| ---- | ----------------------- | ----------------- | ---------------- | --------- | ----------- | ---------------- |
| 1998 | Mondiali juniores       | Annecy            | Salto con l'asta | 6ª        | 4,00 m      |                  |
| 1999 | Mondiali allievi        | Bydgoszcz         | Salto con l'asta | Bronzo    | 4,00 m      |                  |
| 2000 | Mondiali juniores       | Santiago del Cile | Salto con l'asta | Bronzo    | 4,10 m      |                  |
| 2001 | Europei juniores        | Grosseto          | Salto con l'asta | Bronzo    | 4,10 m      |                  |
| 2002 | Europei                 | Monaco di Baviera | Salto con l'asta | 11ª       | 4,20 m      |                  |
| 2003 | Mondiali indoor         | Birmingham        | Salto con l'asta | Finale    | nm          |                  |
| 2003 | Europei under 23        | Bydgoszcz         | Salto con l'asta | Argento   | 4,40 m      |                  |
| 2003 | Mondiali                | Parigi            | Salto con l'asta | 18ª (q)   | 4,15 m      |                  |
| 2004 | Mondiali indoor         | Budapest          | Salto con l'asta | 5ª        | 4,50 m      | Record nazionale |
| 2004 | Giochi olimpici         | Atene             | Salto con l'asta | 6ª        | 4,40 m      |                  |
| 2005 | Europei indoor          | Madrid            | Salto con l'asta | 13ª (q)   | 4,30 m      |                  |
| 2005 | Giochi del Mediterraneo | Almería           | Salto con l'asta | Oro       | 4,40 m      |                  |
| 2005 | Mondiali                | Helsinki          | Salto con l'asta | 8ª        | 4,35 m      |                  |
| 2006 | Mondiali indoor         | Mosca             | Salto con l'asta | 5ª        | 4,65 m      | Record nazionale |
| 2006 | Europei                 | Göteborg          | Salto con l'asta | 17ª (q)   | 4,15 m      |                  |
| 2007 | Europei indoor          | Birmingham        | Salto con l'asta | 6ª        | 4,23 m      |                  |
| 2007 | Mondiali                | Osaka             | Salto con l'asta | 5ª        | 4,70 m      | Record nazionale |
| 2008 | Giochi olimpici         | Pechino           | Salto con l'asta | 9ª        | 4,55 m      |                  |
| 2012 | Mondiali indoor         | Istanbul          | Salto con l'asta | Argento   | 4,70 m      | Record nazionale |
| 2012 | Europei                 | Helsinki          | Salto con l'asta | 6ª        | 4,50 m      |                  |
| 2012 | Giochi olimpici         | Londra            | Salto con l'asta | 10ª       | 4,30 m      |                  |
| 2014 | Europei                 | Zurigo            | Salto con l'asta | 17ª (q)   | 4,25 m      |                  |
| 2016 | Giochi olimpici         | Rio de Janeiro    | Salto con l'asta | 28ª (q)   | 4,30 m      |                  |

## Campionati nazionali
- 17 ori, 2 argenti, 1 bronzo